# Коста-Мазнага
Коста-Мазнага, Коста-Мазнаґа (італ. Costa Masnaga) — муніципалітет в Італії, у регіоні Ломбардія,  провінція Лекко.
Коста-Мазнага розташована на відстані близько 510 км на північний захід від Рима, 35 км на північ від Мілана, 13 км на південний захід від Лекко.
Населення — 4801 особа (2014).
Щорічний фестиваль відбувається 15 серпня. Покровителька — Богородиця Небовзята.

## Демографія
Населення за роками:

Станом на 1 січня 2023 року в муніципалітеті офіційно проживав 371 іноземець з 34 країн, серед них 53 громадяни країн Євросоюзу та 13 громадян України.

## Сусідні муніципалітети
- Бульчіаго
- Гарбаньяте-Монастеро
- Ламбруго
- Мероне
- Мольтено
- Нібйонно
- Роджено